# Episodi de I Campbell (terza stagione)
La terza stagione della serie televisiva I Campbell è stata trasmessa in anteprima in Canada dalla CTV Television Network tra il 18 ottobre 1989 e il 26 agosto 1990.
| nº | Titolo originale        | Titolo italiano | Prima TV Canada  | Prima TV Italia |
| -- | ----------------------- | --------------- | ---------------- | --------------- |
| 1  | Partners                |                 | 18 ottobre 1989  |                 |
| 2  | Stand and Deliver       |                 | 25 ottobre 1989  |                 |
| 3  | Gateway to the World    |                 | 1º novembre 1989 |                 |
| 4  | And in the Spring       |                 | 8 novembre 1989  |                 |
| 5  | Dreams Stay with You    |                 | 15 novembre 1989 |                 |
| 6  | Peter Was a Saint       |                 | 22 novembre 1989 |                 |
| 7  | Face of a Stranger      |                 | 29 novembre 1989 |                 |
| 8  | When the Bough Breaks   |                 | 6 dicembre 1989  |                 |
| 9  | Eyes of Angels          |                 | 13 dicembre 1989 |                 |
| 10 | The Reluctant Candidate |                 |                  |                 |
| 11 | Somethings Rotten       |                 | 27 dicembre 1989 |                 |
| 12 | Fortunes of War         |                 | 3 gennaio 1990   |                 |
| 13 | Miles to Go             |                 | 10 gennaio 1990  |                 |
| 14 | Welcome Strangers       |                 | 17 gennaio 1990  |                 |
| 15 | The Dragonslayers       |                 | 24 gennaio 1990  |                 |
| 16 | Back to School          |                 | 1º luglio 1990   |                 |
| 17 | A Proposal of Marriage  |                 | 8 luglio 1990    |                 |
| 18 | The Raid                |                 | 15 luglio 1990   |                 |
| 19 | Bird of Paradise        |                 | 22 luglio 1990   |                 |
| 20 | Mirrors of the Soul     |                 | 29 luglio 1990   |                 |
| 21 | Live by the Sword       |                 | 5 agosto 1990    |                 |
| 22 | A Time for Goodbyes     |                 | 12 agosto 1990   |                 |
| 23 | Comfort and Joy         |                 | 19 agosto 1990   |                 |
| 24 | The Firebrand           |                 | 26 agosto 1990   |                 |
| 25 | Old Ways and New        |                 | 4 marzo 1990     |                 |
| 26 | Truth Will Out          |                 | 11 marzo 1990    |                 |